# Супрун Юрій Вікторович
Ю́рій Ві́кторович Супру́н (нар. 24 квітня 1970, Суми, УРСР) — український спецпризначенець та дипломат. Співробітник Служби безпеки України (1994—2014). Полковник СБУ. Т.в.о. керівника Центру спецоперацій із боротьби з тероризмом СБУ (2014). Співробітник моніторингової місії Організації Об'єднаних Націй в українському місті Донецьк (з 2015).

## Життєпис
У Службі безпеки України з 1994 по 2014 рр. Проходив службу в ЦСО «А» СБ України. З 30 квітня 2014 року тимчасово виконував обов'язки керівника спецпідрозділу СБУ «Альфа». У 2014 році звільнений з СБУ. З 2015 року співробітник моніторингової місії ООН.
8 квітня 2016 року затриманий бойовиками терористичної організації «ДНР», попри дипломатичний статус співробітника ООН.
13 квітня 2016 — за повідомленням пресслужби Представництва ООН в Україні, бойовики «ДНР» взяли в Донецьку в заручники співробітника місії Організації Об'єднаних Націй.
Перебував у полоні російських терористичних військ на Донбасі до 17 вересня 2016 року, був обміняний (разом з Володимиром Жемчуговим) на двох бойовиків.